# جون براين (روائي)
جون براين (بالإنجليزية: John Braine)‏ (13 أبريل 1922، برادفورد في المملكة المتحدة - 28 أكتوبر 1986، لندن في المملكة المتحدة)؛ كاتِب، سيناريست وروائي بريطاني.

## روابط خارجية
- جون براين على موقع IMDb (الإنجليزية)
- جون براين على موقع الموسوعة البريطانية (الإنجليزية)
- جون براين على موقع قاعدة بيانات الأفلام السويدية (السويدية)
- جون براين على موقع إن إن دي بي (الإنجليزية)
- جون براين على موقع قاعدة بيانات الفيلم (الإنجليزية)